# Gary Carter
Gary Edmund Carter (ur. 8 kwietnia 1954, zm. 16 lutego 2012) – amerykański baseballista, który występował na pozycji łapacza.

## Życiorys
Gary Carter uczęszczał do Sunny Hills High School w Fullerton, gdzie grał w drużynie futbolowej, koszykarskiej i baseballowej. W 1972 został wybrany w trzeciej rundzie draftu przez Montreal Expos i zdecydował się podpisać kontrakt z tym klubem, rezygnując z gry na pozycji quarterbacka w futbolowej drużynie uniwersyteckiej UCLA Bruins. W Major League Baseball zadebiutował 16 września 1974 w drugim meczu doubleheader przeciwko New York Mets. Dwanaście dni później w spotkaniu z Philadelphia Phillies zdobył pierwszego w MLB home runa po piłce narzuconej przez Steve'a Carltona.
W 1975 po raz pierwszy wystąpił w All-Star Game, a w głosowaniu do nagrody NL Rookie of the Year zajął 2. miejsce za Johnem Montefusco z San Francisco Giants. Występując początkowo jako zapolowy, od 1977 grał już regularnie na pozycji łapacza. W 1980 po raz pierwszy zdobył Złotą Rękawicę i zajął 2. miejsce w głosowaniu do nagrody MVP National League. W 1981 został wybrany najbardziej wartościowym zawodnikiem Meczu Gwiazd zdobywając dwa home runy. W 1984 po raz drugi został MVP All-Star Game i zaliczył najwięcej RBI w National League (106).
W grudniu 1984 w ramach wymiany zawodników przeszedł do New York Mets. 9 kwietnia 1985 w meczu otwarcia rozegranym na Shea Stadium, w którym przeciwnikiem Mets był St. Louis Cardinals, w drugiej połowie dziesiątej zmiany zdobył dającego zwycięstwo home runa. W sezonie 1985 ustanowił rekord kariery zdobywając w sumie 32 home runy. W 1986 wystąpił we wszystkich meczach, zwycięskich dla Mets World Series, zdobywając dwa home runy w meczu numer 4 i zaliczając single'a i runa w drugiej połowie dziesiątej zmiany w meczu numer 6, w którym Mets wyrównali stan rywalizacji na 3–3. 11 sierpnia 1987 w meczu przeciwko Chicago Cubs na Wrigley Field zdobył 300. home runa w MLB. Grał jeszcze w San Francisco Giants, Los Angeles Dodgers i ponownie w Montreal Expos, w którym zakończył zawodniczą karierę w 1992.
W późniejszym okresie był między innymi komentatorem podczas meczów Florida Marlins, a także menadżerem zespołów z Minor League Baseball, uniwersyteckich i lig niezależnych. W 2003 został uhonorowany członkostwem w Baseball Hall of Fame. Był związany z prawniczką Kristin Vogel (siostrą Scotta Vogela). Zmarł na nowotwór mózgu 16 lutego 2012 w wieku 57 lat.
| Nagroda/wyróżnienie         | Lata                                                             | Źródło |
| 11× All-Star                | 1975, 1979, 1980, 1981, 1982, 1983, 1984, 1985, 1986, 1987, 1988 | [ 2 ]  |
| 2× All-Star Game MVP        | 1981, 1984                                                       | [ 4 ]  |
| 3× Gold Glove Award         | 1980, 1981, 1982                                                 | [ 2 ]  |
| 5× Silver Slugger Award     | 1981, 1982, 1984, 1985, 1986                                     | [ 2 ]  |
| Zwycięzca w World Series    | 1986                                                             | [ 5 ]  |
| Roberto Clemente Award      | 1989                                                             | [ 10 ] |
| Baseball Hall of Fame       | od 2003                                                          | [ 7 ]  |
| # 8 zastrzeżony przez Expos | 1993                                                             | [ 11 ] |